# David Rubenstein

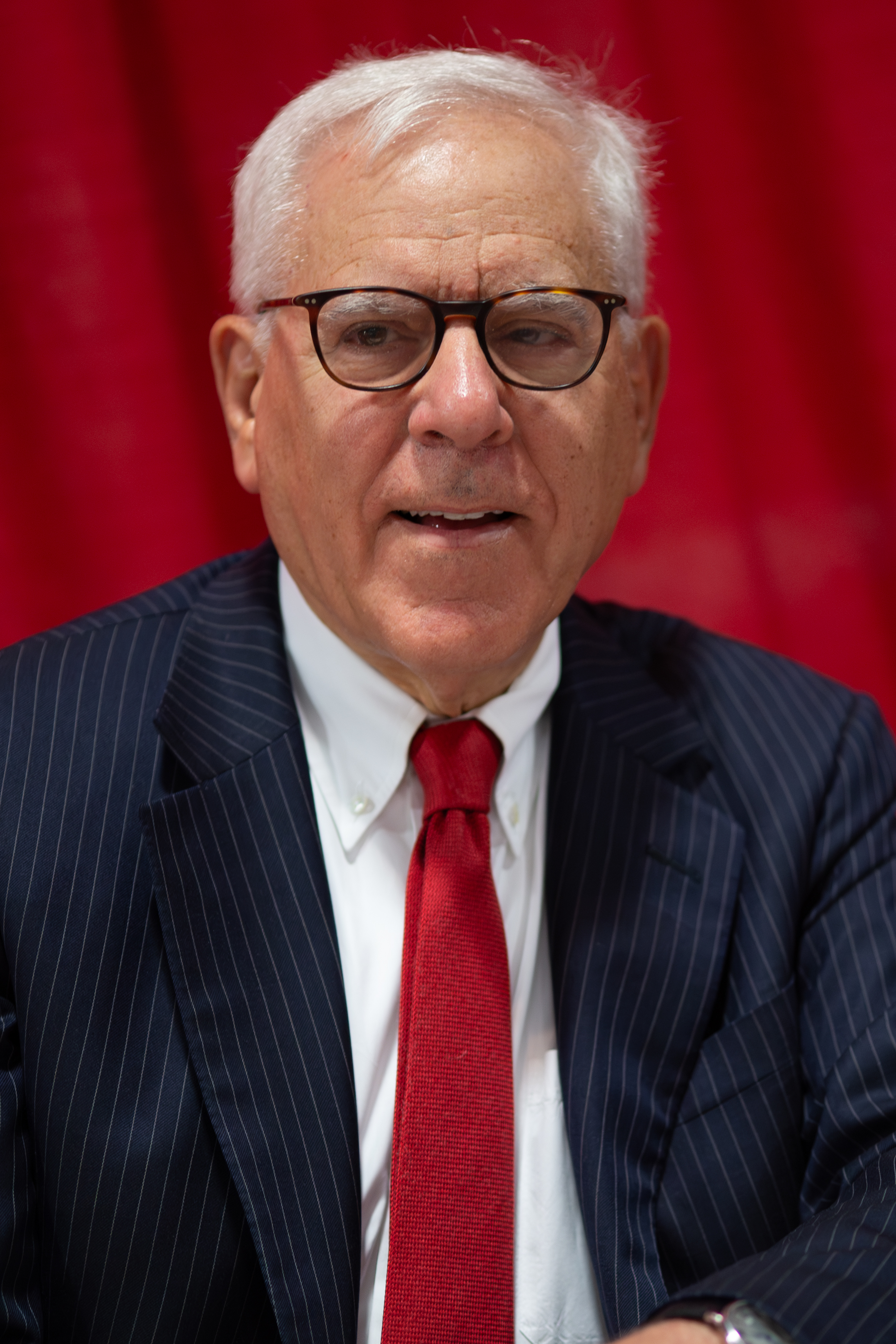
David Rubenstein (2024)

David M. Rubenstein (* 11. August 1949 in Baltimore, Maryland) ist ein US-amerikanischer Unternehmer, Investor und Philanthrop.

## Leben
Rubenstein entstammt einer US-amerikanisch-jüdischen Familie. Er besuchte das Baltimore City College und studierte an der Duke University sowie an der University of Chicago Law School Rechtswissenschaften. Von 1973 bis 1975 war er als Rechtsanwalt in New York City für die Kanzlei Paul, Weiss, Rifkind, Wharton & Garrison tätig. Er war 1987 mit William Conway Jr., Daniel D’Aniello und Stephen Norris Gründer der amerikanischen Investmentgesellschaft Carlyle Group. Die Vier benannten ihr Unternehmen nach dem New Yorker Hotel „The Carlyle“. Im Oktober 2017 gaben sie die Führung des Unternehmens an die beiden Co-Vorsitzenden Glenn Youngkin und Kewsong Lee ab. Rubenstein sitzt im Vorstand des Kennedy Center, der Smithsonian Institution des Council on Foreign Relations, der Harvard Corporation, der National Gallery of Art, der University of Chicago, des Memorial Sloan Kettering Cancer Center, des Johns Hopkins Medicine, des Lincoln Center for the Performing Arts, des Institute for Advanced Study sowie der Duke University. 2007 erwarb er für 21 Millionen Dollar die letzte im Privatbesitz befindliche Ausgabe der Magna Carta. und vergab sie als Leihgabe an die National Archives and Records Administration in Washington, D.C. 2012 spendete er 7,5 Millionen Dollar für die Restauration des Washington Monument. Im November 2013 erwarb er eine Kopie des Bay Psalm Book für 14,2 Millionen Dollar. 2013 wurde Rubenstein in die American Academy of Arts and Sciences gewählt, 2019 in die American Philosophical Society.
Von 1983 bis 2017 war Rubenstein mit Alice Nicole Rogoff verheiratet, mit der er drei Kinder hat.
Rubensteins Privatvermögen wird von Forbes im Oktober 2019 auf 3,2 Milliarden US-Dollar geschätzt.